# Werner-Seelenbinder-Sportplatz
Le Werner-Seelenbinder-Sportplatz est un stade omnisports allemand (servant principalement pour le football et l'athlétisme) situé dans la ville de Brandebourg-sur-la-Havel, dans le Brandebourg.
Le stade, doté de 5 000 places et inauguré en 1921, sert d'enceinte à domicile à l'équipe de football du Brandenburger SC Süd 05.

## Histoire
Le Werner-Seelenbinder-Sportplatz fait partie d'un complexe sportif situé au nord de la colline du Marienberg, dans la zone sud-est du quartier Nord sur la Brielower Straße. Le complexe comprend lui-même un stade de football et deux terrains d'entraînement. Une salle de sport est également adjacente.
Il est inauguré le 12 juin 1921 après six mois de travaux, et est situé sur un ancien terrain de parade, le Musterwiese. Il a été financé par les différents clubs sportifs de la ville (football et athlétisme).
Vers 1935, une tribune en bois est construite pour environ 200 spectateurs, avant d'être démolie dans les années 1980.
Après la Seconde Guerre mondiale, le stade est rebaptisé en l'honneur du champion de lutte olympique et communiste Werner Seelenbinder, exécuté par les nazis dans la prison de Brandebourg en 1944. En hommage, un mémorial avec un buste est érigé dans la zone d'entrée. Durant la période de la République démocratique allemande, des fleurs étaient régulièrement déposées sur le mémorial.
Dans les années 1950 existait une piste cyclable de 385 m et de 6 m de large autour du stade, une des 25 pistes à ciel ouvert de la RDA.
La partie nord n'est aménagée qu'à partir de 1964.

## Événements

### Matchs internationaux de rugby à XV
| Date           | Compétition  | Équipes                       | Score | Affluence |
| -------------- | ------------ | ----------------------------- | ----- | --------- |
| 2 octobre 1958 | Match amical | Allemagne de l'Est — Roumanie | 5-5   | 3 000     |

## Galerie

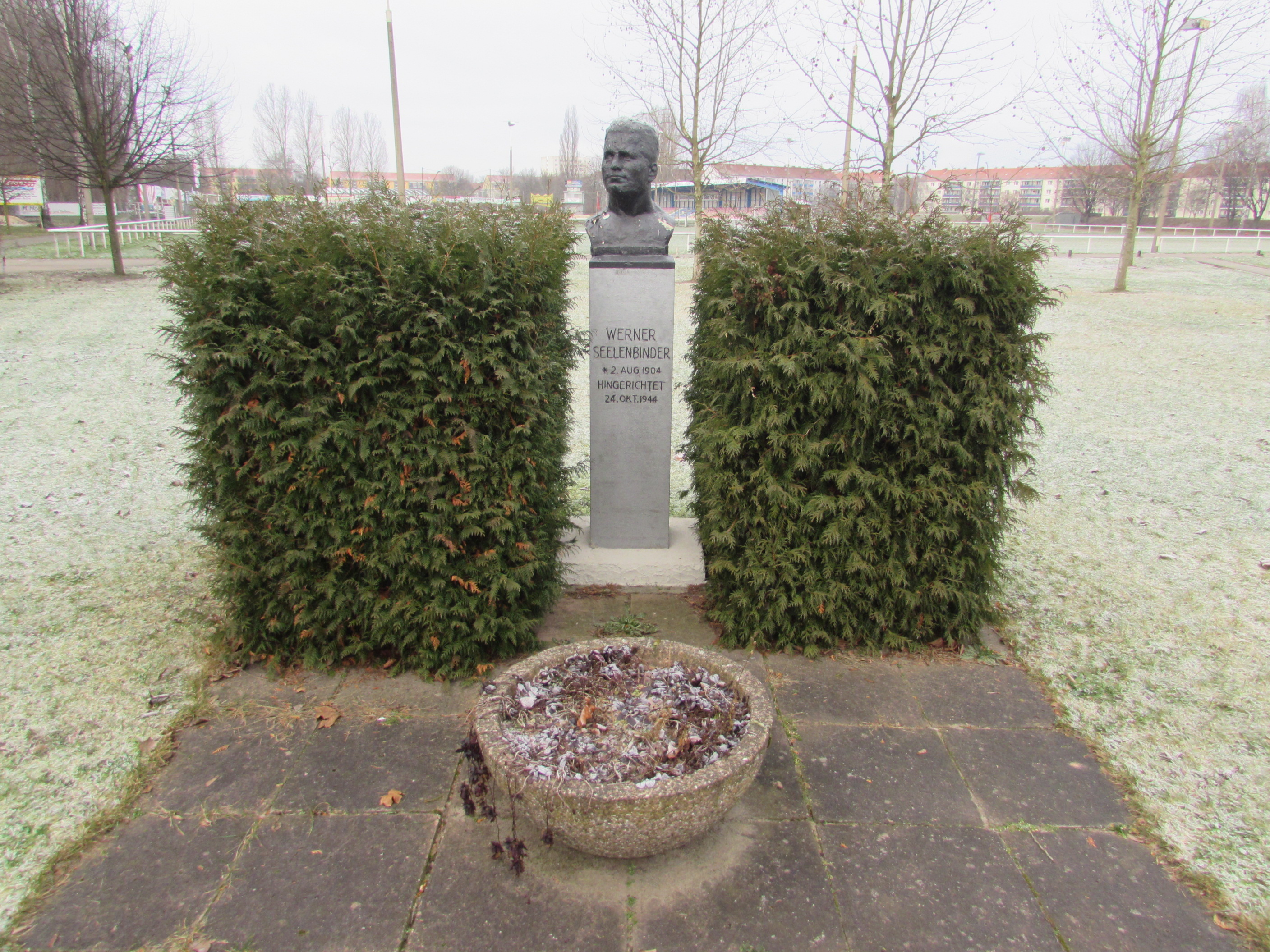
Buste de Werner Seelenbinder à l'entrée du stade